# 鏡の中の悪魔
「鏡の中の悪魔」（かがみのなかのあくま）は、赤川次郎による日本の中編推理小説。「悪魔シリーズ」が本格的にシリーズ化される前に発表されたパイロット版のような作品。学研『高校コース』1980年11月から1981年3月に連載された。『青春共和国』（徳間文庫）に収録されている。
本作では高校1年生であるが、『灰の中の悪魔』でシリーズ化されて以後は高校2年生である。

## あらすじ
私立花園学園高校の中川麻子が、友達の家に遊びに行った帰り道に何者かに顔に硫酸をかけられる事件が発生する。恋愛がらみで男から恨みを買ったのではないかと噂が飛び交うが、学校から1ダースの硫酸が盗まれていたことが判明し、学校内に犯人がいる可能性が浮上する。

## 登場人物
矢吹 由利子（やぶき ゆりこ）
花園学園高校1年生。面倒見のよい親分肌な性格。
弘野 香子（ひろの きょうこ）
花園学園高校1年生。元華族の大実業家の一人娘。
桑田 旭子（くわた あきこ）
花園学園高校1年生。タレントでもなく俳優でもなくスターでもなく「役者」を目指す。
矢吹 真由子（やぶき まゆこ）
由利子の妹。中学1年生。姉より背が高く、姉より美人。
中川 麻子（なかがわ あさこ）
花園学園高校1年生。由利子の家に遊びに行った帰り道、何者かに顔に硫酸をかけられ、大怪我を負う。
辻井 浜子（つじい はまこ）
由利子らの担任教師。